# Cyathea setulosa
Cyathea setulosa är en ormbunkeart som beskrevs av Edwin Bingham Copeland. Cyathea setulosa ingår i släktet Cyathea och familjen Cyatheaceae. Inga underarter finns listade.